# اتوره کافاراتی
اتوره کافاراتی (انگلیسی: Ettore Caffaratti; ۱۲ مهٔ ۱۸۸۶ – ۹ ژانویهٔ ۱۹۶۹) فرد نظامی و سوارکار اهل ایتالیا بود.